# Kovácsok bástyája (Brassó)
A brassói Kovácsok bástyája (románul: Bastionul Fierarilor, németül: Schmiedebastei) a 16. században épült a brassói városerőd nyugati szögletbástyájaként. U alakú, ötszögű épület, eredetileg három szinttel és belül körbefutó galériákkal. 1923-tól a Brassó Megyei Levéltárnak ad otthont. A délnyugati várfal részeként a romániai műemlékek jegyzékében a BV-II-m-A-11294.01 sorszámon szerepel.

## Története
Helyén, a fazekasok és a pékek tornya között eredetileg a kovácsok céhének tornya állt, melyet 1521-ben említenek először. 1526. augusztus 24-én egy felhőszakadás következtében árvíz tört a városra, mely után „még a Fekete templom belsejében is halat lehetett fogni”. A víz a tornyot is elpusztította, de következő évben újjáépítették. 1529-ben Petru Rareș ostromától tartva a brassóiak megerősítették a délnyugati várfalat, így nyilván a Kovácsok tornyát is. 1562-ben két tornyot is említenek Schmydt Thürn (Kovács-torony) néven a vár északnyugati oldalán.
Bástyaként konkrétan 1667-ben említik legelőször, mikor is a július 30-i árvíz megrongálta az épületet. A következő évben kijavították, ekkor nyerte el végső formáját. 1688-ban elfoglalta az osztrák hadsereg, majd az 1689-es tűzvészben leégett, helyrehozása 1709-ig tartott. A tetőn elhelyezett gömb alakú díszítőelemben egy krónikát helyeztek el, mely felsorolja a város főbb eseményeit 1687-től 1707-ig, közöttük az 1688-as felkelést és annak leverését.
A 18. században már nem töltött be védelmi szerepet, így 1734 után belső fafolyosóit lebontották, belsejét több helyiségre osztották és gabonaraktárként használták. 1819–1820-ban mellette építették fel a Lópiaci kaput és a kapuőr lakását. Az épületben a raktár mellett a 19. század közepétől zálogház és városi hivatalok is működtek, és lakásokat is kialakítottak.
1923-ban a főtéri városházából ideköltöztették a brassói levéltárat. 1969-ben keleti, eredetileg nyitott részét egy szárnnyal zárták le, ahol új raktárhelyiségeket hoztak létre az okmányoknak.

## Leírása
A bástya Lópiac utca (str. Gheorghe Barițiu) nyugati végénél áll. Egykoron messze kiugrott a várfalból, szemmel tartván a délnyugati várfalat egészen a Katalin-kapu erődítményéig. A Fekete toronnyal mozgóhíd és egy földalatti folyosó kötötte össze. Belsejében – akárcsak a Takácsok bástyájában – fából ácsolt állványzat illeszkedett a falhoz, ahonnan a védők hozzáférhettek a lőrésekhez. A lőrések nagyméretű fülkékben voltak elhelyezve, ahonnan akár kisméretű ágyúkkal is ki lehetett lőni.
A Takácsok bástyájához hasonlóan a Kovácsok bástyájába is csak egy kaputornyon keresztül nyílt bejárás.

### Brassói Levéltár
1923-tól a brassói Kovácsok bástyájában működik a Román Állami Levéltár Brassó megyei osztálya, Románia egyik legnagyobb és legrégebbi archívuma. A 2010-es években több, mint 12 000 méternyi polcnak, körülbelül 70 000 könyvnek, egy könyvkötő és restauráló műhelynek, és egy tanteremnek adott otthont. Itt tartják többek között I. Lajos magyar király 1353-as levelét, mellyel kiváltságokat adott a szászoknak, és itt találták meg Neacșu 1521-es levelét, a legelső román nyelvű szövegemléket.

## Képek

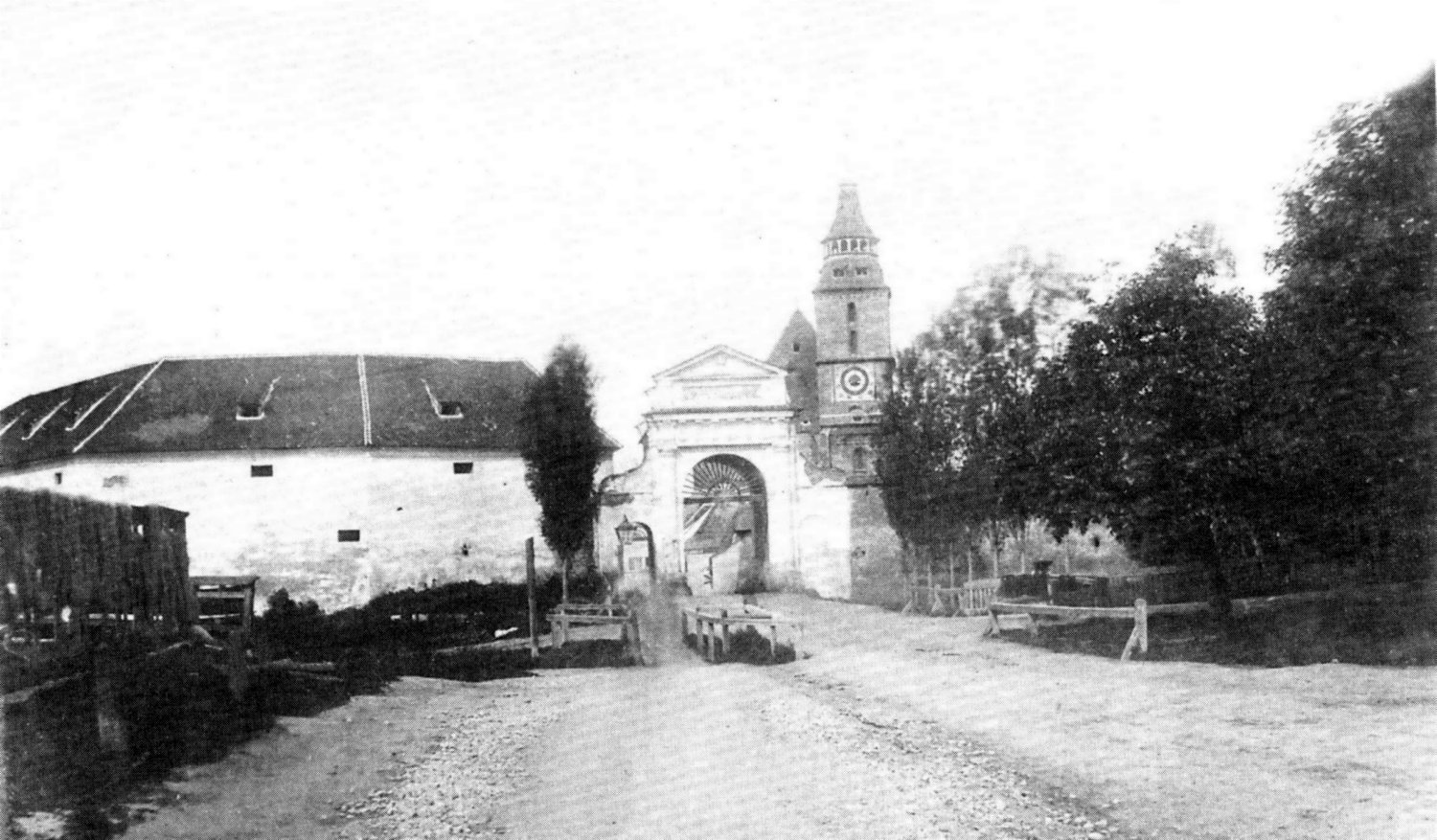
A 19. században (balra)
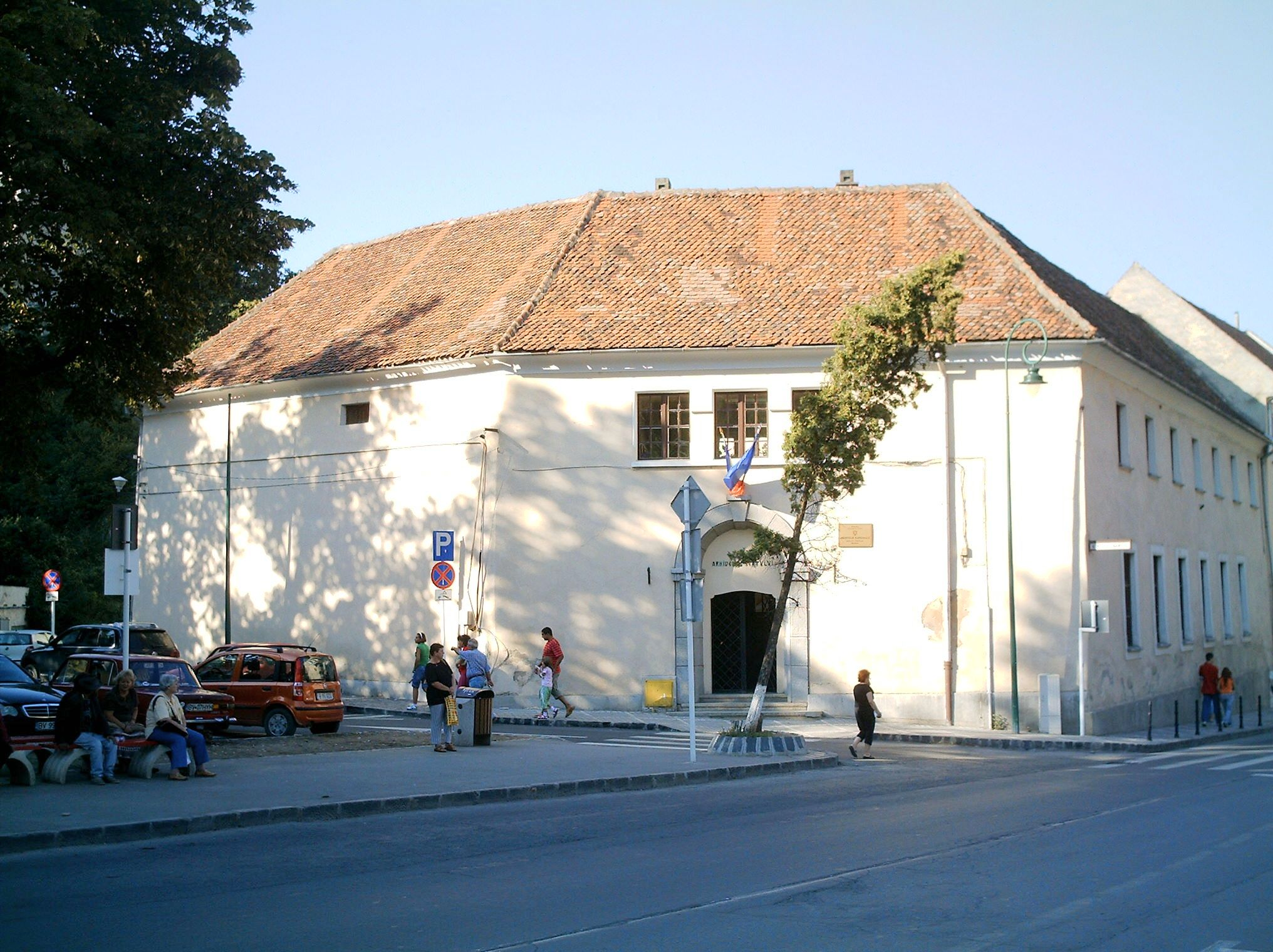
A 21. században